# Colin Keith
Colin Keith ist ein ehemaliger schottischer Squashspieler.

## Karriere
Colin Keith war in den 1980er- und 1990er-Jahren als Squashspieler aktiv. Mit der schottischen Nationalmannschaft nahm er 1987 und 1991 an der Weltmeisterschaft teil. Bei Europameisterschaften wurde er mit der Nationalmannschaft 1992 gegen Finnland Europameister. Bei Europameisterschaften gehörte Keith mehrfach zum schottischen Kader. 1987 schied er in der ersten Runde der Weltmeisterschaft im Einzel aus.

## Erfolge
- Europameister mit der Mannschaft: 1992